# Előjeles számjegyes reprezentáció
A matematikai helyi értékes számrendszerekben az előjeles számjegyes reprezentáció azt jelenti, hogy vannak pozitív és negatív számjegyek is.
A számítások egyszerűsítésének igénye miatt Colson (1726) és Cauchy (1840) elkezdett negatív számjegyeket is használni. Selling (1887) és Cajori (1928) a negált számjegyeket újakkal helyettesítette.
Az előjeles számjegyes reprezentáció alacsony szintű programokban és akár hardveresen is gyorsíthatja a számolást, mivel csökkenti az átvitelek számát. A kettes számrendszerben a 0, 1, -1 jegyek használatával olyan számábrázolás is létezik, amivel minden egész egyértelműen ábrázolható, ha kikötjük, hogy minden nem nulla számjegyet el kell választania legalább egy nullának. A kiegyensúlyozott hármas számrendszert a szteganográfiában használják.

## Kiegyensúlyozott számrendszerek
Ha a számrendszer alakja b, akkor az előjeles számjegyes számábrázolásokban a jegyek általában {\displaystyle -k}-tól {\displaystyle (b-1)-k}-ig terjednek. Az előjeles számjegyes számábrázolás kiegyensúlyozott, ha {\displaystyle k=\left\lfloor {\frac {b}{2}}\right\rfloor }. Ha az alap páratlan, akkor az utolsó jegyek levágása éppen a kerekítés.
Ismert példa a kiegyensúlyozott hármas számrendszer, ami a 0, 1, -1 jegyeket használja. A normál hármas és kilences számrendszerekhez hasonló a kiegyensúlyozott hármas és kilences számrendszer kapcsolata, azaz egyszerű átváltani a kettő között. A kiegyensúlyozott tízes számrendszerben a jegyek −5-től +4-ig terjednek; a kiegyensúlyozott kilences számrendszerbeli számok hosszúsága a tízes számrendszeréhez hasonló.
További nevezetes példák a 0, 1, -1 jegyeket használó kettes számrendszer számábrázolásainak egyértelművé tételei az egész számok körében.

## Nem egyértelmű reprezentációk
Az előjeles számjegyeket használó reprezentáció nem mindig egyértelmű. Például:
(0 1 1 1)2 = 4 + 2 + 1 = 7
(1 0 −1 1)2 = 8 − 2 + 1 = 7
(1 −1 1 1)2 = 8 − 4 + 2 + 1 = 7
(1 0 0 −1)2 = 8 − 1 = 7
Ha viszont kikötjük, hogy csak azokkal az alakokkal foglalkozunk, amelyekben minden nem nulla számjegyet elválaszt legalább egy nulla, akkor újra egyértelművé válik a számábrázolás. Angol nevéből rövidítve a NAF jelöli a továbbiakban.
A nem előjeles számrendszerekhez hasonlóan a kiegyensúlyozott számrendszerek és a fenti típusú kettes számrendszer egyértelműsége is elvész, ha kiterjesztjük a nem egész számokra:
(0 , (1 0) …)NAF = {\displaystyle {\frac {2}{3}}} = (1 , (0 −1) …)NAF
Továbbá:
(0 , 4 4 4 …)(10bal) = {\displaystyle {\frac {4}{9}}} = (1 , -5 -5 -5 …)(10bal)
A hasonló példák létezése belátható, ha megfigyeljük a lehetséges legnagyobb és legkisebb jegyeket használó reprezentációkat, és átszámítva látjuk, hogy értékük megegyezik.

## A nyelvekben
A latin nyelv a 10 fölötti számoknál a kerek tízesekből visszafelé számol:
- septemdecim XVII (17)
- duodeviginti XVIII (18)
- undeviginti XVIIII, vagy XIX (19)
- viginti XX (20)
- unus et viginti XXI (21)
- duo et viginti XXII (22)
- duodetriginti XXVIII (28)
- undetriginti XXVIIII, vagy XXIX (29)
- triginti XXX (30)
- unus et triginti XXXI (31)
- duo et triginti XXXII (32)

A pandzsábi nyelv hasonló rendszert használ:
- 19 unni, 20 vih, 21 ikki
- 29 unatti, 30 tih, 31 ikatti
- 39 untali, 40 chali, 41 iktali
- 49 unanja, 50 panjah, 51 ikvanja
- 59 unahat, 60 sath, 61 ikahat
- 69 unattar, 70 sattar, 71 ikhattar
- 79 unasi, 80 assi, 81 ikiasi
- 89 unanve, 90 nabbe, 91 ikinnaven.

1928-ban Florian Cajori is elkezdett foglalkozni qaz előjeles számjegyekkel Colson (1726) és Cauchy  (1840) nyomán. A History of Mathematical Notations című könyvében Cajori külön szakaszt szentelt a negatív számoknak.  Eduard Selling az 1, 2, 3, 4, és 5 számjegyek megfordítását javasolta a negatív jegyek jelölésére, továbbá szóbeli megnevezést is javasolt hozzájuk: snie, jes, jerd, reff, és niff. Azonban a legtöbb korai szerzőhöz hasonlóan felülvonást használt. Colson példákkal is bemutatta az összeadást (pp 163,4), a szorzást (pp 165,6) és az osztó többszöröseit tartalmazó segédtáblázattal az osztást (pp 170,1). A csonkításos kerekítés kényelmét is kifejtette. Colson egy segédeszközt is tervezett, amivel előjeles jegyekkel lehetett számolni.

## Fordítás
Ez a szócikk részben vagy egészben  a   Signed-digit representation című angol Wikipédia-szócikk fordításán alapul.  Az eredeti cikk szerkesztőit annak laptörténete sorolja fel. Ez a jelzés csupán a megfogalmazás eredetét és a szerzői jogokat jelzi, nem szolgál a cikkben szereplő információk forrásmegjelöléseként.